# Miguel Sandoval (musicista)
Miguel Angel Sandoval Cabrera (Guazacapán, 3 novembre 1902 – New York, 24 agosto 1953) è stato un pianista, direttore d'orchestra e compositore guatemalteco. 
Parlava spagnolo, inglese, francese e italiano ed è considerato un ambasciatore musicale del Guatemala.

## Primi anni
Miguel Sandoval nacque nel comune di Guazacapán, Guatemala (nel dipartimento di Santa Rosa) il 3 novembre 1902. Fray Angel Cabrera, che era un prete e zio di sua madre, si occupò dell'istruzione primaria di Sandoval. Le risorse musicali di Sandoval erano limitate nella piccola città dove cresceva. Aveva accesso al pianoforte di casa, che iniziò a suonare quando aveva 10 anni, all'organo della chiesa e a due fonografi di proprietà di membri ricchi della comunità. Da ragazzo, era affascinato dalle bande militari e dalle orchestre di marimba che suonavano durante le festività nazionali e le feste.
Nel 1912, Sandoval e sua madre si trasferirono a Guatemala City, dove frequentò la scuola superiore anglo-tedesca. Nel 1917 un terremoto devastò la città, lasciando gli edifici in rovina e migliaia di guatemaltechi senzatetto. Tutte le scuole di Guatemala City furono chiuse, quindi con l'aiuto di Fray Cabrera, Sandoval si iscrisse al St. John's College, una scuola gesuitica nella vicina città di Belice. A 14 anni, Sandoval riuscì a contribuire a pagare le spese scolastiche insegnando pianoforte al St. John's. Sandoval soggiornò a St. John's per due anni, tornò brevemente a Guatemala City e poi si recò su una nave a vapore negli Stati Uniti.

## Viaggio negli Stati Uniti
Nel 1918 Sandoval arrivò a New York senza nient'altro che 50 dollari in tasca. All’epoca New York stava appena entrando nei ruggenti anni Venti - con l'avvento del jazz, del foxtrot, del charleston e del tango. Gli Stati Uniti erano in un periodo di transizione musicale, a causa della crescente popolarità del fonografo e della radio. A New York City Sandoval lavorò come arrangiatore, maestro di coro e pianista per il Circolo teatrale italiano di New York, suonando pianoforte in piccoli teatri e discoteche. Inoltre pubblicò alcune delle sue opere musicali, che erano per lo più arrangiamenti di canzoni popolari italiane. In quel periodo Dime Mari? apparve in spartiti, rulli di pianola e dischi.
Dopo sei anni negli Stati Uniti, Sandoval era diventato un cittadino statunitense. Con l'aiuto di Mario Cozzi, tenore e segretario di Giuseppe Bambosheck, direttore del Metropolitan Opera, Sandoval divenne assistente direttore del Met. e mantenne questo incarico per due stagioni durante l'epoca di Giulio Gatti Casazza. Sandoval diventò anche membro dell’ASCAP, The American Society of Composers, Authors and Publishers.
Il 26 settembre 1926 Sandoval debuttò come artista di concerto americano in un'apparizione con Carmen Ponselle al municipio di Meriden, Connecticut. Dopo questo spettacolo, diventò pianista accompagnatore e virtuoso e le sue composizioni furono aggiunte ai repertori di molti musicisti. Questi musicisti comprendevano: Lawrence Tibbett, Gloria Swanson, Dorothy Kirsten, Licia Albanese, Giovanni Martinelli, Leonard Warren, Grace Moore, Rosa Ponselle, Ezio Pinza, e Bidu Sayão.
Nel 1927 Sandoval firmò un contratto con il tenore italiano Beniamino Gigli. I due girarono molto e diedero fino a sessanta concerti all'anno. Si esibirono in 48 stati, tra i quali Cuba. Sandoval scrisse due canzoni per Gigli da eseguire in concerto: Vurria e Eres Tú. Eres Tú fu registrato su un'etichetta RCA Victor, insieme con l’arrangiamento di Sandoval di un tango in Re di Albéniz, intitolato Quisiera Olvidar Tus Ojos. Il sodalizio tra Sandoval e Gigli fu estremamente vantaggioso per Sandoval, poiché iniziò ad attirare un gruppo di ammiratori simile a quello di Gigli. Il 21 gennaio 1931, a Toronto, un critico scrisse: "Il lavoro per pianoforte del Signor Miguel Sandoval è stato notevole come le belle canzoni di Mr. Gigli. Ci sono stati pochi accompagnatori in Massey Hall che hanno suonato più squisitamente, con una più raffinata dimenticanza di sé e con una comprensione più reale degli stati d'animo e delle necessità del cantante di come egli ha fatto." Tra i suoi viaggi Sandoval ha insegnato ai suoi cantanti nel suo studio di New York e nel 1927 la stazione radio di New York, WCDA, lo nominò Direttore Artistico.

## Vita familiare
Nel 1928 Sandoval sposò Fedora Cozzi, originaria di Firenze. Cozzi era ben collegata con i circoli musicali italiani a New York ed era sorella del famoso musicista Mario Cozzi. Cozzi divenne il più forte sostegno di Sandoval, perché viaggiò con lui, salvaguardò i suoi manoscritti e lo incoraggiò a causa delle difficoltà della Grande depressione. Sandoval e Cozzi ebbero una figlia, chiamata Manola, il 24 agosto 1929.

## Tournée per gli Stati Uniti
Nel 1932, la società di Sandoval con Gigli si concluse a seguito della richiesta del Metropolitan Opera a Gigli di accettare una riduzione della retribuzione. Sandoval fu poi assunto come accompagnatore di Nino Martini, un giovane cantante carismatico che era molto ricercato. I due girarono insieme negli Stati Uniti e nel Canada, eseguendo le composizioni di Sandoval, tra cui Papillon, Cuban Dance e Tarantelle. Altri brani da esecuzione comprendono Campanella di Liszt-Busoni e Reflets dans L’Eau di Debussy.
Dopo i suoi tour, Sandoval diventò ancora più popolare. Trascorreva il suo tempo tra New York e Hollywood e iniziò a comporre canzoni per film. Compose Delusione per il film Here’s to Romance e la musica per il film Gay Desperado, in cui apparve anche sullo schermo come direttore d'orchestra. Inoltre Sandoval scrisse le seguenti canzoni popolari: Adios Mi Tierra, Sin Tu Amor, e Ave Maria. Sandoval ha anche scritto la musica di sottofondo per film di viaggi, cortometraggi sportivi e cinegiornali.
Nel frattempo Sandoval continuava a tenersi occupato anche negli Stati Uniti orientali, organizzando speciali adattamenti operistici per la stazione radio di New York, WOR. Condusse inoltre spettacoli d'opera per la Chicago Opera Company all'Hippodrome di New York, la Century Grand Opera di Providence, Rhode Island, The Cola Santo Associated Artists al Teatro Cosmopolitan di New York e la Cincinnati Opera Company allo Stadio Nippert in Ohio.
Dal 1940 al 1947 Sandoval lavorò come compositore, direttore e pianista per la CBS, Columbia Broadcasting System, dove scrisse musica e diresse per Hacia un Mundo Mejor, Radioteatro, Contraespionaje, e Viva América - in collaborazione con il direttore musicale Alfredo Antonini e il fisarmonicista John Serry Sr. Questi spettacoli furono tutti trasmessi su onde corte al pubblico spagnolo di tutto il mondo. Inoltre, Sandoval compose numerose canzoni popolari, eseguite dalla Pan American Orchestra e dall'Orquesta Tipica. Incluso tra loro c'era la sua composizione Chapinita. Nel 1946 Alfredo Antonini e John Serry registrarono la canzone con la Viva America Orchestra nell'album Latin American Music  (Alpha Records Catalogue # 12206A, 12206B).).

## Ritorno in Guatemala
Anche durante il suo periodo e il suo successo negli Stati Uniti, Sandoval rimase affezionato al suo paese natale il Guatemala. Nel 1946 ritornò in Guatemala con la famiglia e scoprì che il suo amico d'infanzia, Juan José Arevalo, era stato nominato presidente l'anno prima. Durante la sua visita, Sandoval accettò il posto di direttore della stazione radio nazionale TGW. Sandoval volle usare la TGW come strumento per aiutare ad ampliare e rafforzare la vita culturale e musicale del suo paese. Formò l'Orchestra TGW e sviluppò una serie di programmi musicali classici e folcloristici da trasmettere in tutto il Guatemala. Uno dei suoi progetti preferiti era un programma a corto raggio chiamato Chapinlandia, creato per raggiungere i Guatemaltechi residenti all'estero. Sandoval compose un breve pezzo strumentale, chiamato Chipinitas, che è diventato la sigla musicale del programma. Nel 1947 Sandoval compose un preludio per onorare il musicologo guatemalteco Jesús Castillo. Questo pezzo ha vinto il primo premio nei Quetzaltenango Floral Games quell'anno.
Durante il mandato di Arevelo, si diffuse in tutto il Guatemala l'effervescenza culturale furono istituiti una nuova società di balletto guatemalteca e una società d'opera nazionale. Gli spettacoli di queste nuove organizzazioni furono programmate nel mese di giugno, luglio e agosto e questo permise loro di attirare molti artisti di talento dagli Stati Uniti, dato che i mesi estivi erano i meno produttivi nell'industria musicale statunitense. Sandoval lavorò come produttore, promotore e amministratore per l'Opera Company. Durante la sua permanenza presso l'Opera Company, assunse giovani esecutori guatemaltechi, dando loro emozionanti nuove opportunità.

## Ritorno negli Stati Uniti
Nel 1949 Sandoval firmò un contratto con la National Concert Artists Corporation di New York e tornò negli Stati Uniti nel 1951. Lì lavorò con l'Orchestra Filarmonica di New York e con la Lewisohn Stadium Orchestra. Ha inoltre prodotto opere a L'Avana, Cuba.
Il 21 luglio 1953 Sandoval subì un grave attacco cardiaco mentre conduceva una prova della sua Danza del Contrabandista nella Lewisohn Stadium Orchestra. Un mese dopo, il 24 agosto 1953, Sandoval morì all'ospedale Knickerbocker di New York.

## Eredità
La notizia della morte di Sandoval fu pubblicata in prima pagina sul New York Times. Il catalogo delle sue composizioni comprende sette opere per pianoforte, venti canzoni artistiche, due cicli di canzoni spagnole e una raccolta di venticinque canzoni latino americane trascritte per voce e pianoforte.
La collezione delle opere di Sandoval, che ora è di proprietà di Manola Sandoval Bendfeldt, contiene composizioni strumentali in manoscritti, arrangiamenti corali, musica cinematografica e persino jingle commerciali. Le sue opere più famose sono le sue canzoni artistiche spagnole, la sua "Little Pedro Suite", una serie di canzoni latino americane per bambini e la sua Danza del Contrabnadista per orchestra.
Sandoval riuscì a produrre un impressionante numero di composizioni, anche mentre lavorava come accompagnatore e direttore. Era ispirato dalla musica folk e popolare della Spagna e usava melodie idiomatiche per i suoi temi. Il suo stile musicale seguiva De Falla, Albéniz e Granados di Spagna, ma non aveva mai paura di scrivere la musica come la sentiva, anche se il suo stile era popolare all'epoca. Componeva in modo convenzionale, valutando sempre la fluidità e la melodia nelle sue composizioni. La musica di Miguel Sandoval è ancora eseguita in tutto il mondo.

## Opere, Revisioni e Registrazioni
- Eres Tú (1932) - pubblicata da Southern Music Publishing New York ed eseguita per la prima volta da Beniamino Gigli
- Quisiera Olvidar Tus Ojos (1934) - pubblicata da Southern Music Publishing New York ed eseguita per la prima volta da Beniamino Gigli
- Delusione (1934) - pubblicata da New York Sam Fox Publishing Company ed eseguita per la prima volta da Nino Martini [10]
- Song, The Soul of Life (1935) - pubblicata da G. Ricordi ed eseguita per la prima volta da Mario Cozzi
- Sin tu Amor (1936) - pubblicata da G. Shirmann evtegistrata per la prima volta da Nino Martini
- Dulces Recuerdos (1936) - pubblicata da G. Shirmann ed eseguita per la prima volta da Bruna Castagna
- Yo Hasta El Cielo Daria (1936) - pubblicata da Alfred Music Co. ed eseguita per la prima volta da Mario Cozzi
- I Come To You (1936) - pubblicata da G. Ricordi ed eseguita per la prima volta da Rosa Ponselle
- Adios Mi Tierra (1936) - pubblicata da Sam Fox Publishing Co. ed eseguita per la prima volta da Nino Martini
- Danza (1937) - pubblicata da G. Shirmann ed eseguita per la prima volta da Miguel Sandoval
- Petite Valse (1938) - pubblicata da G. Shirmann ed eseguita per la prima volta da Miguel Sandoval
- La Mariposa (1939) - pubblicata da Sandon E. BI Marks ed eseguita per la prima volta da Sandor
- Long, Long Ago (1939) - pubblicata da G. Shirmann ed eseguita per la prima volta da Bidu Sayao
- Vola Farfalletta (1940) - pubblicata da G. Shirmann ed eseguita per la prima volta da Bidu Sayao
- Serenata Gitana (1940) - pubblicata da G. Shirmann ed eseguita per la prima volta da Vivian Della Chiessa
- Madrigal (1941) - pubblicata da G. Shirmann ed eseguita per la prima volta da Bruna Castagna
- Tus Besos (1942) - pubblicata da Alfred Music Co. ed eseguita per la prima volta da Pan American Orchestra
- El Mercado De Las Esclavas (1943) - pubblicata da Delkas Music ed eseguita per la prima volta da Bidu Sayao
- La Reja (1943) - pubblicata da G. Shirmann New York ed eseguita per la prima volta da G. Schirmann
- Novelette (1944) - pubblicata da G. Shirmann New York ed eseguita per la prima volta da Leonard Warren
- Recuerdos (1944) - pubblicata da Robbins International ed eseguita per la prima volta da Nestor Chayres
- Lament (1944) - pubblicata da G. Ricordi ed eseguita per la prima volta da Bidu Sayao
- Christ the Redeemer (1946) - pubblicata da G. Ricordi
- Mañana (1946) - pubblicata da Melo Music
- Tempos Fugit (1946) - pubblicata da Melo Music & Keith Prowaw and Co.
- April[11]
- Dime Mari?
- Vurria - eseguita da Beniamino Gigli
- Papillon - eseguita da Nino Martini
- Cuban Dance - eseguita da Nino Martini
- Tarantelle - eseguita da Nino Martini
- Ave Maria - eseguita da Rosa Ponselle
- Hacia un Mundo Mejor
- Radioteatro
- Contraespionaje
- Viva America
- Chapinita
- Divagando